# Esquí alpino en los Juegos Olímpicos de Pekín 2022
Las competiciones de esquí alpino en los Juegos Olímpicos de Pekín 2022 se realizaron en el Centro Nacional de Esquí Alpino, ubicado en el distrito de Yanqing, 60 km al noroeste de Pekín, del 6 al 19 de febrero de 2022.
En total se disputaron en este deporte once pruebas diferentes, cinco masculinas, cinco femeninas y una mixta. El programa de competiciones se mantuvo como en la edición anterior.

## Calendario
- Hora local de Pekín (UTC+8).

| Fecha         | Hora        | Prueba            |
| ------------- | ----------- | ----------------- |
| 6 de febrero  | 11:00       | Descenso M        |
| 7 de febrero  | 12:00       | Descenso M        |
| 7 de febrero  | 10:15 13:45 | Eslalon gigante F |
| 8 de febrero  | 11:00       | Supergigante M    |
| 9 de febrero  | 10:15 13:45 | Eslalon F         |
| 10 de febrero | 10:30 14:15 | Combinada M       |

| Fecha         | Hora        | Prueba            |
| ------------- | ----------- | ----------------- |
| 11 de febrero | 11:00       | Supergigante F    |
| 13 de febrero | 10:15 13:45 | Eslalon gigante M |
| 15 de febrero | 11:00       | Descenso F        |
| 16 de febrero | 10:15 13:45 | Eslalon M         |
| 17 de febrero | 10:30 14:00 | Combinada F       |
| 20 de febrero | 09:00       | Equipo mixto      |

## Medallistas

### Masculino
| Evento                          | Oro                                 | Plata                                          | Bronce                                      |
| ------------------------------- | ----------------------------------- | ---------------------------------------------- | ------------------------------------------- |
| Descenso (7 de febrero)         | Beat Feuz · Suiza · 1:42,69         | Johan Clarey · Francia · 1:42,69               | Matthias Mayer · Austria · 1:42,85          |
| Eslalon (16 de febrero)         | Clément Noël · Francia · 1:44,09    | Johannes Strolz · Austria · 1:44,70            | Sebastian Foss-Solevåg · Noruega · 1:44,79  |
| Eslalon gigante (13 de febrero) | Marco Odermatt · Suiza · 2:09,35    | Žan Kranjec · Eslovenia · 2:09,54              | Mathieu Faivre · Francia · 2:10,69          |
| Supergigante (8 de febrero)     | Matthias Mayer · Austria · 1:19,94  | Ryan Cochran-Siegle · Estados Unidos · 1:19,98 | Aleksander Aamodt Kilde · Noruega · 1:20,36 |
| Combinada (10 de febrero)       | Johannes Strolz · Austria · 2:31,43 | Aleksander Aamodt Kilde · Noruega · 2:32,02    | James Crawford · Canadá · 2:32,11           |

### Femenino
| Evento                         | Oro                                 | Plata                                     | Bronce                               |
| ------------------------------ | ----------------------------------- | ----------------------------------------- | ------------------------------------ |
| Descenso (15 de febrero)       | Corinne Suter · Suiza · 1:31,87     | Sofia Goggia · Italia · 1:32,03           | Nadia Delago · Italia · 1:32,44      |
| Eslalon (9 de febrero)         | Petra Vlhová · Eslovaquia · 1:44,98 | Katharina Liensberger · Austria · 1:45,06 | Wendy Holdener · Suiza · 1:45,10     |
| Eslalon gigante (7 de febrero) | Sara Hector · Suecia · 1:55,69      | Federica Brignone · Italia · 1:55,97      | Lara Gut-Behrami · Suiza · 1:56,41   |
| Supergigante (11 de febrero)   | Lara Gut-Behrami · Suiza · 1:13,51  | Mirjam Puchner · Austria · 1:13,73        | Michelle Gisin · Suiza · 1:13,81     |
| Combinada (17 de febrero)      | Michelle Gisin · Suiza · 2:25,67    | Wendy Holdener · Suiza · 2:26,72          | Federica Brignone · Italia · 2:27,52 |

### Mixto
| Evento                 | Oro | Plata                                                                                   | Bronce |
| ---------------------- | --- | --------------------------------------------------------------------------------------- | --- |
| Equipo (19 de febrero) | Austria · Katharina Huber · Katharina Liensberger · Katharina Truppe · Stefan Brennsteiner · Michael Matt · Johannes Strolz | Alemania · Emma Aicher · Lena Dürr · Julian Rauchfuß · Alexander Schmid · Linus Straßer | Noruega · Mina Fürst Holtmann · Thea Louise Stjernesund · Maria Therese Tviberg · Timon Haugan · Fabian Wilkens Solheim · Rasmus Windingstad |

## Medallero
| Núm. | País           | Oro | Plata | Bronce | Total |
| ---- | -------------- | --- | ----- | ------ | ----- |
| 1    | Suiza          | 5   | 1     | 3      | 9     |
| 2    | Austria        | 3   | 3     | 1      | 7     |
| 3    | Francia        | 1   | 1     | 1      | 3     |
| 4    | Eslovaquia     | 1   | 0     | 0      | 1     |
| 4    | Suecia         | 1   | 0     | 0      | 1     |
| 6    | Italia         | 0   | 2     | 2      | 4     |
| 7    | Noruega        | 0   | 1     | 3      | 4     |
| 8    | Alemania       | 0   | 1     | 0      | 1     |
| 8    | Eslovenia      | 0   | 1     | 0      | 1     |
| 8    | Estados Unidos | 0   | 1     | 0      | 1     |
| 11   | Canadá         | 0   | 0     | 1      | 1     |
|      | TOTAL          | 11  | 11    | 11     | 33    |